# P83 バナド
P83 バナドは、ポーランドで開発された自動式拳銃である。

## 概要
軍用向けの中型拳銃で、1970年代後半から開発が始められた。従来の軍制式拳銃であるP64から基本構造を引き継いでいるが、P64がスライドやフレームなどを高コストの削り出し加工で製造していたのに対し、より安価で容易に製造できるようプレス成型加工が大幅に取り入れられている。製造はザクワディ・メタロヴェ・ウゥチニクで行われた。
使用弾薬は9x18mmマカロフ弾（軍制式）または.380ACP弾で、装弾数はP64から2発増加して8発となった。原型のP64と同様、作動方式はブローバック式、撃発機構はハンマー露出型のダブルアクションである。スライド左側面にデコッキングレバーを兼ねたマニュアルセフティが配置され、フレーム左側面にはP64になかったスライドリリースレバーが追加された。また、スライド左側面のマニュアルセフティ上部に、装填状態を確認できるローディングインジケーターが備えられている。
ポーランド人民共和国軍で採用された。軍はP83の性能に満足せず、さらなる発展型であるP93が開発されたものの、冷戦終結とポーランド自由化により、こちらは採用されることはなかった。

## 派生型
P83G
P83の空包専用モデルで、銃口にアタッチメントを取り付けることで無力化ガス弾や照明弾を発射することができる。スターターピストルや練習用ピストルとしても使用できる。